# Fredy Knie senior

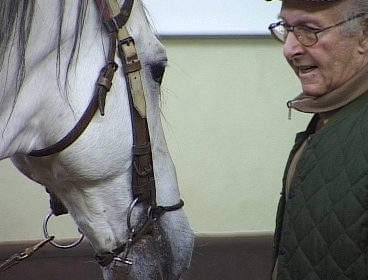
Fredy Knie senior (1980er)

Fredy Knie (* 29. Mai 1920 in Genf; † 11. Oktober 2003 in Rapperswil SG) war ein Schweizer Zirkusdirektor. Von 1941 bis 1992 leitete er den Schweizer Nationalzirkus Knie.

## Leben
Bereits mit vier Jahren stand Knie als Akrobat in der Manege. Mit zehn Jahren feierte er als jüngster Dressur- und Springpferdreiter der Welt europaweit Erfolge. Acht Jahre später zeigte er seine eigene Pferdedressur. 
Mit 21 Jahren übernahm Fredy Knie 1941 zusammen mit seinem jüngeren Bruder Rolf den Zirkus in der fünften Generation von seinen Eltern Friedrich und Margrit Knie-Lippuner, den er dann 51 Jahre führte. 1943 überlebte er während des Zweiten Weltkriegs bei einer Vorstellung ein Bombardement in Berlin. Fredy Knie heiratete 1945 die mehrfache Schweizer Meisterin im Tennis und im Eispaarlaufen  Pierrette Dubois (1921–2013), gemeinsame Kinder sind Fredy Knie junior (* 1946) und Rolf Knie junior (* 1949). In zweiter Ehe war er mit Erika Sigel verheiratet. 1962 eröffnete er in Rapperswil Knies Kinderzoo, einen Streichel- und Erlebnis-Zoo. Er leitete mehrere Tausend Zirkusvorstellungen und begeisterte Besucher und Fachleute mit seiner Pferdedressur.
Mitte der 1980er Jahre zog sich Fredy Knie aus dem aktiven Zirkusleben zurück. Seinen letzten Auftritt hatte er 1985 und ein Jahr später übernahm die sechste Generation Knie den Nationalzirkus. Ende 1992 trat Fredy Knie senior auch aus dem Verwaltungsrat aus.

## Pferdedressur
Fredy Knie gilt als Begründer der «humanen Pferdedressur». Er prägte die Pferdedressur international und das Klassische Reiten in der Schweiz nachhaltig. Seine Arbeit mit den Tieren basierte auf Belohnung. Gemeinsam mit Wissenschaftlern und Tierverhaltensforschern entwickelte er diese Methode kontinuierlich weiter. Seine Dressurarbeit war immer öffentlich und Fredy Knie kommentierte dabei seine Tätigkeit, so dass ein Lernfeld für Pferdekenner und -liebhaber entstand.
Seine Pionierarbeit in der Pferdedressur wurde von seinem Sohn Fredy Knie junior und seiner Enkelin Géraldine Katharina Knie fortgesetzt. Sein Neffe Franco Knie setzte seine Arbeit in der Dressur von Elefanten um.

## Auszeichnungen
1977 überreichte ihm Fürst Rainier von Monaco den Goldenen Clown, die begehrteste Auszeichnung der Zirkuswelt. Sein Lebenswerk wurde 1999 mit dem Ehren-Prix-Walo ausgezeichnet.